# Greg Gibson (zápasník)
Greg Gibson (* 20. listopadu 1953 Stafford, USA) je bývalý americký reprezentant v zápase. V roce 1984 na hrách v Los Angeles vybojoval stříbrnou olympijskou medaili v řecko-římském zápase v kategorii do 100 kg. V roce 1981 a 1983 vybojoval stříbrnou a v roce 1982 bronzovou medaili ve volném stylu v kategorii do 100 kg na mistrovství světa. V roce 1983 ve stejné kategorii zvítězil na Panamerických hrách.